# Бабемба Траоре
Бабемба Траоре (*1855 — 1 травня 1898) — фаама (володар) держави Кенедугу в 1893—1898 роках.

## Життєпис
Походив з династії Траоре. Син фаами Даули II. За правління брата Тіба брав участь у військових походах та дипломатичних заходах, очолюючи перемовини з Волофом і Васулу.
1893 року під час загибелі брата перебував на кордоні з державою Васулу. Тому таємно й швидко повернувся до столиці Сікассо, де був оголошений новим фаама Кенедугу. Продовжив політику попередника, спрямовану на зміцнення держави та захист від французького втручання. Збільшив військо до 10 тис. піхоти, озброєної рушницями, та 3 тис. кінноти. також багато уваги приділяв зміцненню укріплень.
Успішно відбивав напади сусідів, насамперед імперії Васулу. 1897 року підтвердив незалежність Кенедугу від Франції. У квітні 1898 року французьке військо, озброєне важкими гарматами, виступило проти Кенедугу, взявши в облогу столицю Сікассо. 1 травня 1898 року, коли ворог увірвався до міста, фаама бабемба наказав своїм охоронцям убити себе, щоби не стати полоненим. Державу Кенедугу приєднали до колонії Французький Судан.